# Jardí Botànic de Vegetació Natural Olotina

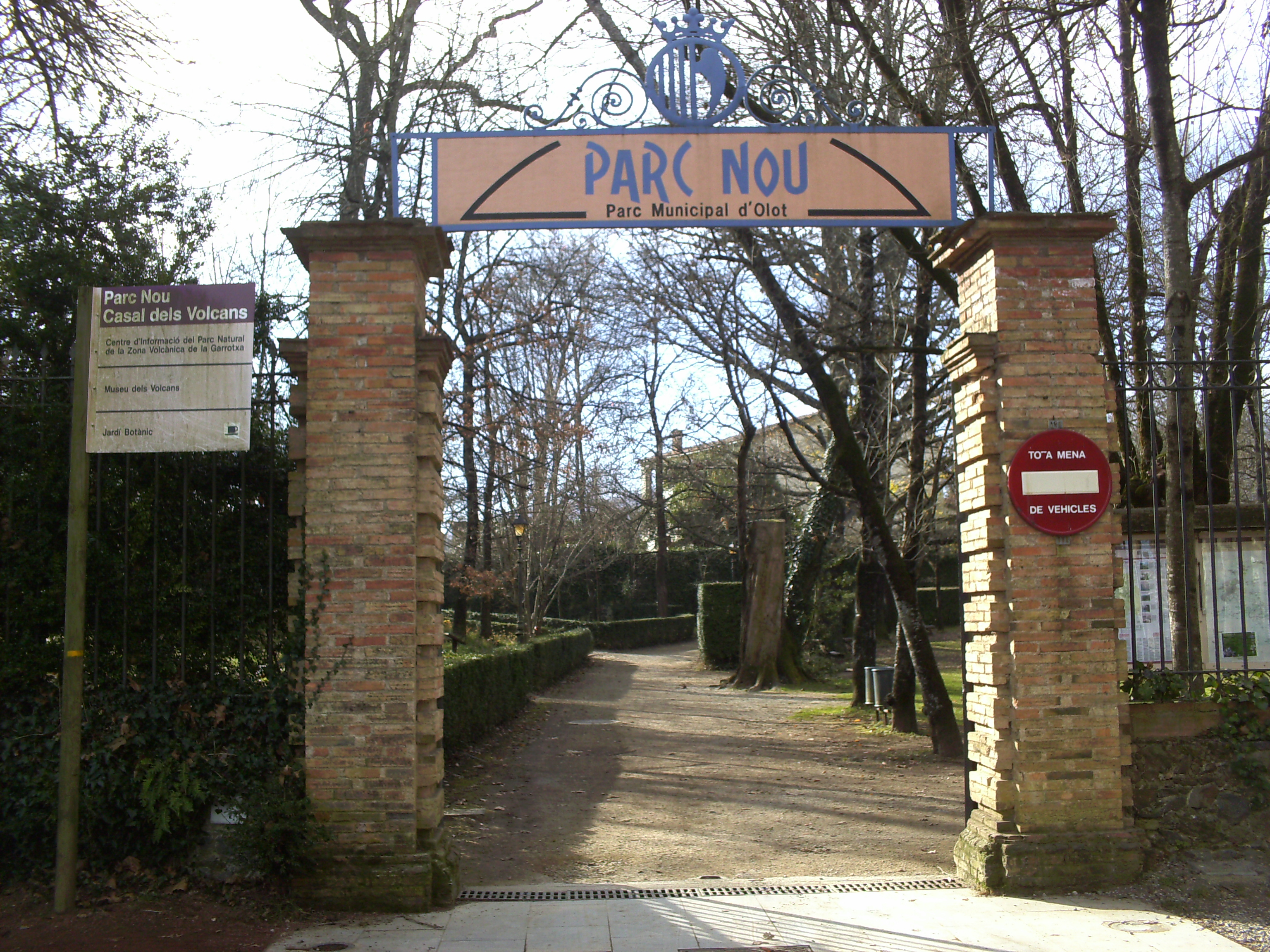
Porta d'entrada al Parc Nou

El Jardí Botànic de Vegetació Natural Olotina, és un jardí botànic creat l'any 1986 que forma part del Parc Nou, situat a la ciutat d'Olot (Garrotxa).

## El Parc Nou

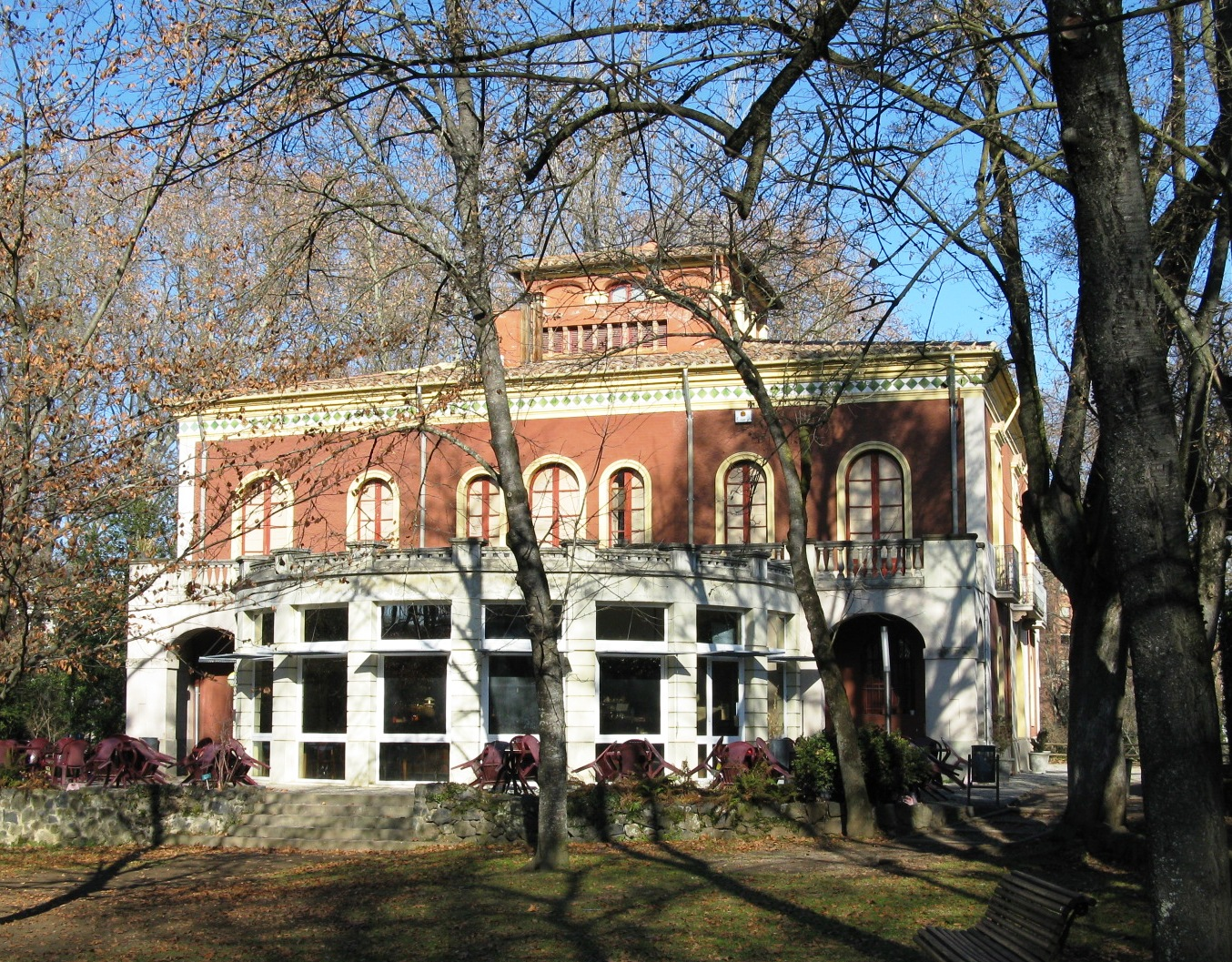
Museu dels Volcans

El Parc Nou és una antiga finca senyorial que, l'any 1932, va passar a ser propietat municipal, obrint-se al públic el 30 de maig de 1943 com a parc municipal d'Olot.
L'any 1986, l'interès per protegir i preservar la gran diversitat d'espècies vegetals existents al parc, com la roureda de roure pènol, van portar a la creació del Jardí Botànic de Vegetació Natural Olotina. Dins el recinte del Parc Nou s'hi troben actualment una vintena d'espècies arbòries i més d'un centenar d'espècies arbustives i herbàcies, com també una gran diversitat d'espècies vegetals característiques de les rouredes humides.
Dins el recinte, també s'hi troba la Torre Castanys, actualment Casal dels Volcans, que acull el Museu dels Volcans, un Centre d'informació del Parc Natural de la Zona Volcànica de la Garrotxa i una de les seus administratives del mateix parc natural.

## Jardí Botànic
Conté elements de  jardineria anglesa juntament amb boscos madurs d'un gran interès  botànic amb espècies autòctones. Així mateix, permet d'observar la complexitat de la vida del bosc humit.
Destaca especialment l'Arbreda monumental que està formada per majestuosos  roures pènols de més de 250 anys i 25 metres d'alçada, acompanyats per boixos i grèvols que assoleixen port arbori. Les diferents espècies vegetals estan etiquetades, amb unes plaques d'identificació en les que hi figura el nom comú, el nom científic i la família botànica a la qual pertanyen.
Les àrees d'interès botànic estan separades de les zones d'esbarjo mitjançant unes tanques de boix. Uns petits portals permeten l'accés als diferents recorreguts.
Els arbres madurs i vells fa que hi siguin abundants ocells que s'alimenten als seus troncs com el raspinell comú, el picot verd i el picot garser gros. Els arbres fruiters de les àrees d'esbarjo i al bosc caducifoli mixt també enriqueixen la biodiversitat. En alternar-se els espais oberts i el bosc, hi ha també puputs, pica-soques blaus i merles.
El maig de 2005 es va obrir al públic un nou espai situat fora del mur del Parc on es pot trobar el jardí de plantes medicinals que ofereix una mostra representativa de plantes remeieres en gran part autòctones, amb l'objectiu d'aconseguir, mostrar totes les espècies recollides en el treball Plantes remeieres de la Garrotxa. Recull de medicina popular, de Marissa Llongarriu i Ester Sala. El treball recull 188 espècies diferents entre arbres, arbusts i herbes.
Dins aquest nou espai també s'hi troba la zona de restauració d'una roureda de roure pènol.
A la sortida del Parc Nou en direcció a la Moixina, s'hi troben els horts del mas Tarut, que han passat a formar part del conjunt. Aquest espai hortícola està dividit en 60 parcel·les rectangulars d'uns 90 m² cadascuna.

## Estació meteorològica

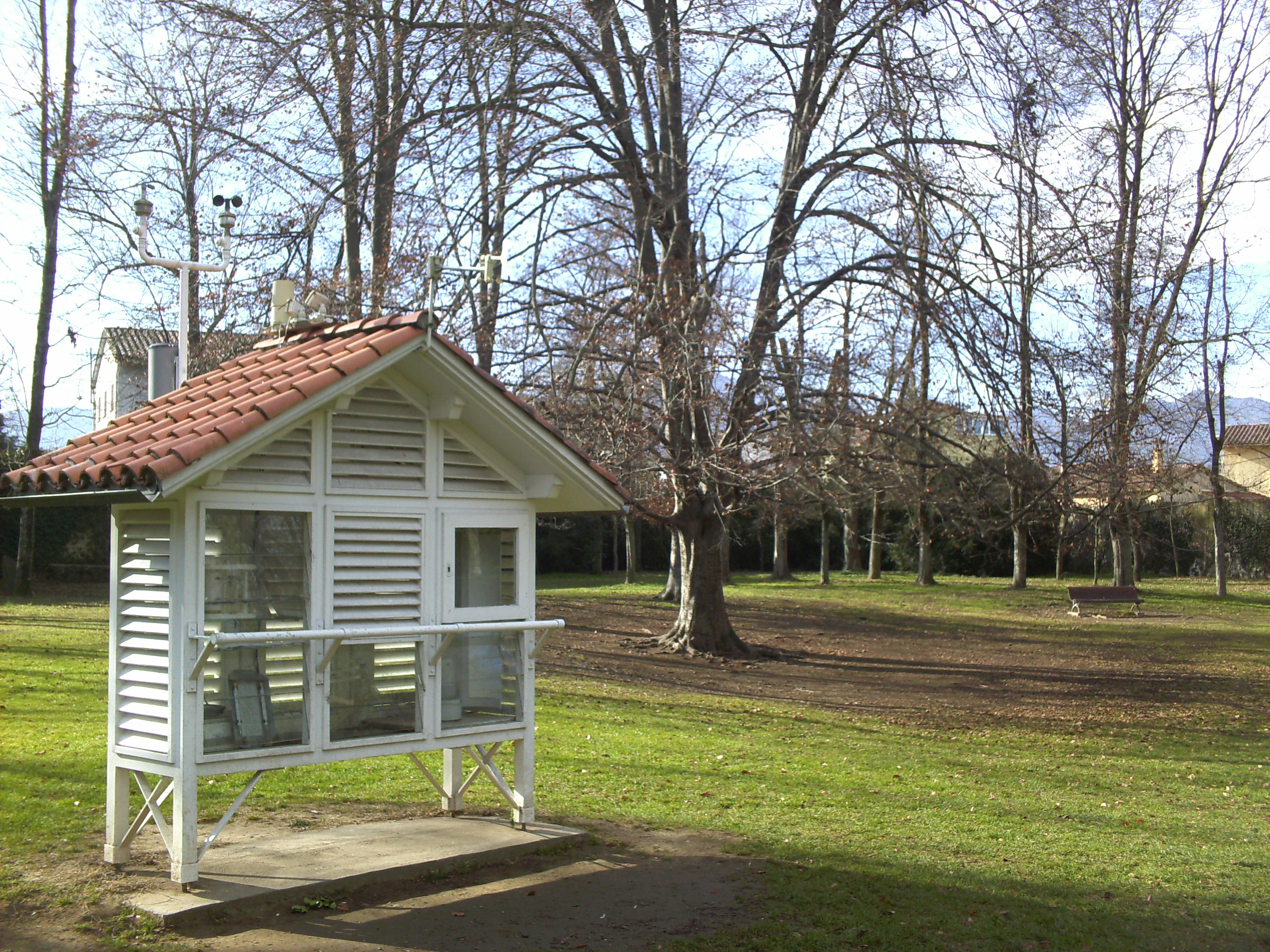
Estació meteorològica

D'ençà l'any 1988, funciona l'Estació meteorològica del Parc Nou, propietat del Centre meteorològic territorial de Catalunya. Aquesta estació compta amb els següents aparells: baròmetre de mercuri, barotermògraf, penell i anemòmetre amb els corresponents indicadors, termòmetre de màxima i mínima, higròmetre, pluviòmetre i pluviògraf.
La gàbia meteorològica té una cara de vidre, que permet al visitant veure els aparells del seu interior que van acompanyats d'una petita explicació sobre la seva utilitat, funcionament i lectura.